# Wa-Pii Moos-Toosis
Wa-Pii Moos-Toosis är ett reservat i Kanada.   Det ligger i provinsen Saskatchewan, i den sydöstra delen av landet, 2 100 km väster om huvudstaden Ottawa.
Trakten runt Wa-Pii Moos-Toosis består till största delen av jordbruksmark. Runt Wa-Pii Moos-Toosis är det mycket glesbefolkat, med 7 invånare per kvadratkilometer.